# Zakochana złośnica
Zakochana złośnica (ang. 10 Things I Hate about You) – amerykańska komedia romantyczna z 1999 w reżyserii Gila Jungera, oparta na motywach komedii Poskromienie złośnicy Williama Szekspira.

## Fabuła
Bianca Stratford (Larisa Oleynik) to piękna i popularna dziewczyna. Nie może jednak umawiać się na randki, dopóki nie zacznie tego robić jej siostra, starsza od niej Katarina (Julia Stiles). Zakochany w Biance Cameron James (Joseph Gordon-Levitt) chce znaleźć osławionej złośnicy chłopaka. Przekupuje szkolnego chuligana Patricka Veronę (Heath Ledger), by się z nią umówił.

## Obsada
- Heath Ledger – Patrick Verona
- Julia Stiles – Katarina Stratford
- Joseph Gordon-Levitt – Cameron James
- Larisa Oleynik – Bianca Stratford
- David Krumholtz – Michael Eckman
- Andrew Keegan – Joey Donner
- Susan May Pratt – Mandella
- Gabrielle Union – Chastity
- Larry Miller – Walter Stratford
- Daryl Mitchell – pan Morgan
- Allison Janney – pani Perky
- David Leisure – pan Chapin
- Kyle Cease – Bogey Lowenstein
- Tarance Houston – Derek
- Cameron Fraser – Trevor

## Produkcja
Zdjęcia do filmu kręcono w Waszyngtonie w Stanach Zjednoczonych.

## Odbiór
Film Zakochana złośnica spotkał się z pozytywną reakcją krytyków. W serwisie Rotten Tomatoes, 62% z sześćdziesięciu trzech recenzji filmu jest pozytywne (średnia ocen wyniosła 6,1 na 10). Na portalu Metacritic średnia ocen z 26 recenzji wyniosła 70 punktów na 100.

### Nagrody i nominacje
| Rok  | Miejsce                 | Nagroda       | Kategoria                              | Odbiorcy i nominowani                                                              | Wynik     |
| ---- | ----------------------- | ------------- | -------------------------------------- | ---------------------------------------------------------------------------------- | --------- |
| 1999 | Teen Choice Awards 1999 | Teen Choice   | Ulubiona komedia                       | Zakochana złośnica                                                                 | nominacja |
| 1999 | Teen Choice Awards 1999 | Teen Choice   | Filmowy przełomowy występ aktorski     | Julia Stiles                                                                       | nominacja |
| 1999 | Teen Choice Awards 1999 | Teen Choice   | Filmowy soundtrack roku                | Zakochana złośnica                                                                 | nominacja |
| 1999 | Teen Choice Awards 1999 | Teen Choice   | Najlepszy filmowy wybuch złości        | Joseph Gordon-Levitt                                                               | nominacja |
| 1999 | Teen Choice Awards 1999 | Teen Choice   | Najseksowniejsza filmowa scena miłosna | Heath Ledger i Julia Stiles                                                        | nominacja |
| 1999 | Teen Choice Awards 1999 | Teen Choice   | Najśmieszniejsza scena filmowa         | David Krumholtz za scenę, w której intymna część garderoby spada na twarz Michaela | nominacja |
| 1999 | Teen Choice Awards 1999 | Teen Choice   | Ulubiony oślizgły typ                  | Joseph Gordon-Levitt                                                               | nominacja |
| 2000 | MTV Movie Awards 2000   | Złoty Popcorn | Przełomowa rola żeńska                 | Julia Stiles                                                                       | wygrana   |
| 2000 | MTV Movie Awards 2000   | Złoty Popcorn | Najlepszy moment muzyczny              | Heath Ledger za piosenkę "Can't Take My Eyes Off Of You"                           | nominacja |